# Grafen von Kirchberg (Schwaben)

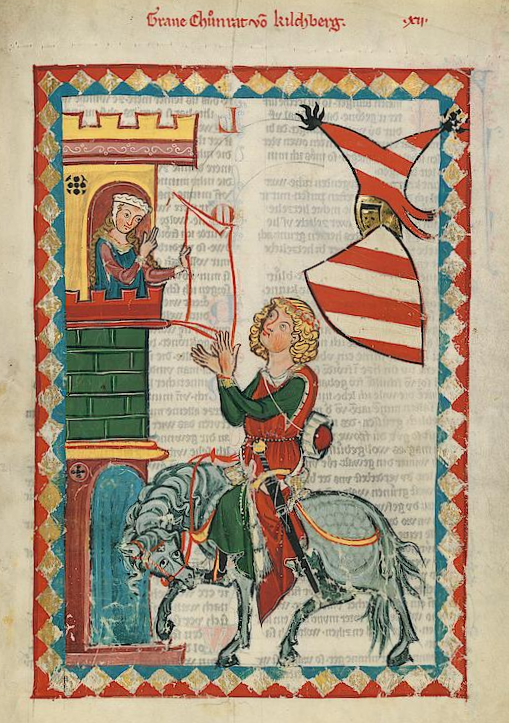
Konrad von Kirchberg als Minnesänger in der Manessischen Handschrift

 Die Grafen von Kirchberg waren ein schwäbisches Hochadelsgeschlecht, das vor allem südlich von Ulm, rechts und links der Iller begütert war. Sie sind urkundlich schwer zu fassen, dürften aber im ausgehenden Frühmittelalter und im beginnenden Hochmittelalter eine über regionale Macht hinausgehende Bedeutung besessen haben. Das Geschlecht teilte sich schon gegen Ende des 12. Jahrhunderts in zwei, etwas später in drei Linien, verarmte zusehends gegen Ende des Mittelalters und erlosch 1510 nach dem Verkauf ihrer Besitzungen und Rechte.
Der Stammsitz der Kirchberger lag wahrscheinlich in Unterkirchberg, in der heutigen Gemeinde Illerkirchberg. Gegen Ende des 11. Jahrhunderts wurde er illeraufwärts auf den Oberkirchberg verlegt, wo eine Höhenburg entstand, an deren Stelle heute das Fuggerschloss steht.(Stimmt so nicht, das alte Schloss, stand weiter Richtung Illerrieden, oberhalb der Iller, wo es heute noch eine alte Kastanienallee gibt.)  Das nicht befriedigend gedeutete Wappen der Kirchberger zeigt eine Frau (später oft eine Mohrin), die in den Händen einen Helm oder eine Lilie, später eine Mitra hält.

## Herkunft

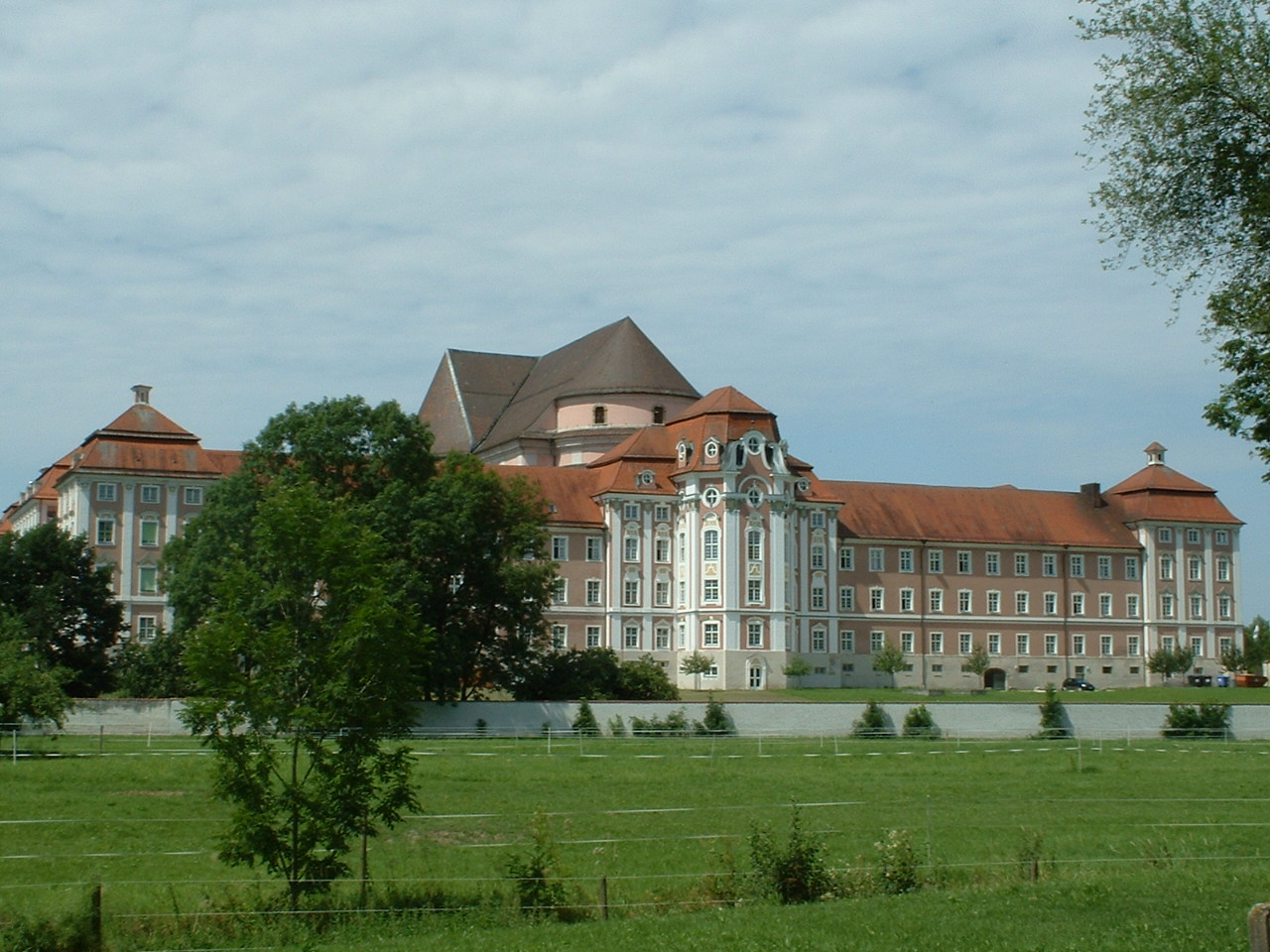
Die ehemalige Benediktinerabtei Wiblingen wurde 1093 von den Grafen von Kirchberg gestiftet

Die Herkunft der Kirchberger und ihre frühe Genealogie lässt sich historisch nicht seriös fassen. Die häufige Verwendung der Vornamen Otto und Hartmann könnte auf verwandtschaftliche Beziehungen zu den Grafen von Buchhorn, einer am Bodensee begüterten, bereits 1089 erloschenen Nebenlinie der Udalricher, beziehungsweise zu den Hupaldingern hindeuten. Ein Hartmann wird 980 als Gaugraf im Illergau genannt. Die erste urkundliche Erwähnung findet sich 1087, als ein Otto de Chirchperg eine Schenkung an das Salvatorkloster in Schaffhausen bezeugt. Die Stiftung und reiche Ausstattung der Benediktinerabtei St. Martin in Wiblingen 1093 durch das Brüderpaar Otto und Hartmann von Kirchberg zeigt die finanziellen Möglichkeiten der Kirchberger zu dieser Zeit. Das Kloster Wiblingen bleibt bis zum Aussterben der Kirchberger die Grablege dieses Adelsgeschlechts.

## Wappen

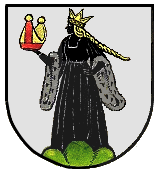
Heutiges Wappen von Oberkirchberg

Das erste heraldische Zeugnis der Kirchberger ist ein Siegel um 1200, das drei überdachte Türme zeigt. In geminderter Form ist es im Wappen der Stadt Bruneck erhalten. Erst ab der Mitte des 13. Jahrhunderts liegen weitere Bildquellen vor, die immer eine bekrönte Frauengestalt zeigen, die entweder einen Helm oder eine Lilie in den Händen trägt. Die heraldische Aussage dieser Figur ist nicht geklärt. Lilie oder Helm werden ab dem späten 13. Jahrhundert durch eine Mitra ersetzt, was wohl auf den Bischof von Brixen, Bruno von Kirchberg zurückzuführen ist. Im Spätmittelalter wurde die Frauengestalt oft als Mohrin dargestellt. In dieser Form fügten sie auch die Fugger, die 1507 die Grafschaft kauften, in ihr Wappen ein. Ebenso gehen die heutigen Wappen von Illerkirchberg und Oberkirchberg auf die spätmittelalterlichen Wappen der Kirchberger zurück.

## Herrschaftsgebiet
Die Grafschaft Kirchberg war ein Reichslehen, das aus den östlichen Teilen des ehemaligen Rammachgaus entstand. Das Gebiet lässt sich als unregelmäßiges Viereck beschreiben, dessen Nordgrenze die Donau von der Einmündung der Roth flussaufwärts etwa bis Obermarchtal, die Ostgrenze ursprünglich wohl die Roth, später die Iller und die Westgrenze die Riß und der Oberlauf der Schussen bildeten. Die Eckpfeiler der unregelmäßigen Südgrenze bilden Boos im Südosten, der Unterlauf der Aitrach im Süden und das Gebiet südlich von Schussenried im Südwesten. In diesem Gebiet verfügten die Kirchberger über die gräflichen Herrschaftsrechte, genossen die entsprechenden Nutzungsrechte und verfügten über den Wildbann. Ihr Allodialbesitz konzentrierte sich zwischen Rot und Roth, lag aber auch teilweise nördlich der Donau und östlich der Roth. Teile davon gingen im Hohen- und im Spätmittelalter als Afterlehen oder Lehen an den heimischen Niederen Adel und an Ulmer Bürger.

## Geschichte der Kirchberger im Hoch- und Spätmittelalter
Im Hochmittelalter, wahrscheinlich noch im 12. Jahrhundert, spalteten sich die Kirchberger in zwei, 1250 schließlich in drei Linien. Die Gründe für die erste Teilung sind urkundlich nicht erschließbar.
- Kirchberg-Kirchberg: Die Hauptlinie behielt ihren Stammsitz auf Oberkirchberg und die Grafenrechte. Im Jahr 1366 verstarb Graf Wilhelm. Seine Tochter Agnes war seit 1346 mit Ulrich von Matsch verheiratet und brachte ihr Erbe in diese Ehe ein. Damit gingen Teile des kirchbergischen Stammbesitzes an dieses mächtige, im Vinschgau, Engadin, Veltlin und in Graubünden begüterte Adelsgeschlecht, das bald den restlichen Teil, die Mitgift von Graf Wilhelms Schwester Bertha, käuflich erwarb. Die Matscher führten in der Folge auch vorübergehend den zusätzlichen Titel Grafen von Kirchberg.
- Kirchberg-Brandenburg: Südwestlich daran schließt die Herrschaft der Kirchberg-Brandenburg an. Ihr Machtzentrum lag in Dietenheim, das bereits 1280 das Stadtrecht erhielt. Von ihrer Stammburg (wahrscheinlich Burg Regglisweiler) sind nur mehr überbaute Gräben erhalten. Die Brandenburger scheinen die politisch aktivste Linie gewesen zu sein; mehrmals erscheinen Vertreter dieser Familie auf Königsurkunden. Der erste urkundliche Beleg eines (Kirchberg-)Brandenburgers (Graf Otto) datiert zum 2. Februar 1239. Nach der Chronik der Reichsabtei Rot (Roth) an der Rot könnte die Abspaltung der Linie noch früher liegen. Nach der schweren Verwundung von Graf Hartmann VI. von Brandenburg in der Schlacht von Oberndorf (17. April 1298) wird dieser letztmals am 30. April 1298 bei einer Übergabe an das Kloster Heggbach erwähnt. In der Folge wurden die brandenburgischen Güter von König Albrecht I. eingezogen und ohne Rücksicht auf die Erbansprüche der noch lebenden Kirchberger weiterverliehen, zuerst an das habsburgtreue Rittergeschlecht der Ellerbach. Der letzte Brandenburger war Abt Konrad V. vom Kloster Allerheiligen/Schaffhausen, der am 12. März 1322 (1323) verstarb.
- Kirchberg-Wullenstetten: Diese Linie entstand 1250 aus einer Erbteilung, die die Kirchberger Brüder Conrad II. und Eberhard III. durchführten. Eberhard war der Begründer der Wullenstetter Linie. Seine Besitzungen lagen vor allem rechts der Iller. Am 25. Januar 1322 wird Eberhards Sohn, Graf Konrad der Ältere, mit Sitz in Wullenstetten genannt. Möglicherweise wurden die Wullenstetter nach dem Verlust der kirchbergischen Stammgüter die Verwalter der Freiherrn von Matsch und residierten auf der Stammburg auf dem Oberkirchberg. Kirchberg-Wullenstetten konnte 1390 die alten kirchbergischen Besitzungen als Pfand zurückerhalten; 1434 wurde schließlich Eberhard von Kirchberg-Wullenstetten von König Sigismund mit der Grafschaft erneut belehnt, sodass große Teile des kirchbergischen Stammbesitzes wieder in die Hände des Geschlechts gelangte.

## Das Ende der Kirchberger
Die letzten Vertreter des Grafengeschlechts waren die beiden Vettern Wilhelm (gest. um 1489) und Philipp aus der Linie Wullenstetten, die sich in das Erbe teilten. Beide waren hoch verschuldet. Wilhelm, der offenbar ab 1473 persönlicher Diener von Graf Eberhard V. von Württemberg-Urach war, verkaufte seine Hälfte 1481 an Herzog Georg von Bayern-Landshut, Philipp 1498. Herzog Georg war bereits im Besitz der östlich angrenzenden Herrschaften Weißenhorn und Pfaffenhofen. Nach Georgs Tod im Dezember 1503 und dem beginnenden Landshuter Erbfolgekrieg zog König Maximilian I. die Herrschaften ein und verpfändete sie 1507 für die sehr große Summe von 50.000 Gulden an die Fugger, die sich nach ihrer Erhebung in den erblichen Reichsgrafenstand (1526), Grafen von Kirchberg und Weißenhorn nannten. Philipp blieb bis zu seinem Tod am 20. August 1510 Verwalter der kirchbergischen Güter. Seine Tochter und Erbin Appolonia und deren Ehemann Graf Hans von Montfort-Tettnang verkaufen im November 1510 (Samstag vor Martini) seinen 1499 erworbenen Besitz Wain.

## Bedeutende Kirchberger

Bischof Bruno, historisierendes Fresko auf dem Unterrainertor in Bruneck

- Konrad von Kirchberg: Konrad ist auf der Miniatur 24r der Großen Heidelberger Liederhandschrift als Ritter (Graue Chunrat vo Kilchberg) abgebildet, der hoch zu Ross seiner Angebeteten ein Gedicht überreicht. Überliefert sind 22, in drei Sommer- und in drei Winterlieder gegliederte Liedstrophen, die motivlich und formal an Neidhart und den Tannhäuser erinnern.[5] Die historische Person ist unsicher; es handelt sich entweder um Konrad, (urkundlich zwischen 1255 und 1268) oder um dessen gleichnamigen Sohn (urkundlich zwischen 1286 und 1315).[5]
- Bruno von Kirchberg (Brixen): Brunos Vater war höchstwahrscheinlich Graf Konrad (I.) von Kirchberg. Die Überlieferung aus Brixen dürfte zutreffen, da Brunos Brüder Konrad II. und Eberhard III. von Kirchberg ihre Erstgeborenen Konrad nannten. Seine Mutter hieß nach den Nekrologen von Stams und Brixen Bertha. Sie kommt aus der Familie der Grafen von Görz. Es könnte sich um die ohne Namen 1206 (Straßburg/Kärnten) in den Gurker Geschichtsquellen genannte Tochter von Engelbert III. von Görz und Mathilde von Andechs handeln. Mathildes Schwester hieß ebenfalls Bertha (Äbtissin von Gerbstett). Damit wäre Brunos Mutter eine Schwester von Graf Meinhard III. von Görz, der sich ab 1252 Meinhard I. von Tirol und Görz (III.) nennt. Vermutlich durch diese Verbindung mit den Görzern kam Bruno bereits als Kind an die Domschule nach Brixen- anlässlich einer Beurkundung in Lyon (5. Juli 1274) bedankt er sich für die dortige Erziehung. Bruno war ursprünglich für das Bischofsamt in Trient vorgesehen, auf das er nach päpstlicher Intervention verzichten musste. Von 1250 bis zu seinem Tod am 24. August 1288 war er Bischof von Brixen. Die Gründung der Stadt Bruneck und der Bau oder Ausbau des Schlosses Bruneck gehen auf ihn zurück. Der Name der Stadt wird verschiedentlich von seinem Vornamen hergeleitet.[6] Weiters ist er Mitstifter der Zisterzienserabtei Stams im Inntal.[7]
- Ida von Toggenburg (Heilige): Ida (* ca. 1156, † ca. 1226) oder Idda, wie sie in der Schweiz zumeist geschrieben wird, entstammt der Legende nach dem Geschlecht der Kirchberger.[8] Verheiratet mit einem Grafen von Toggenburg, verbrachte sie viele Jahre als Inklusin in Au und beim Kloster Fischingen. Kultorte sind die Idda-Kapelle im Kloster Fischingen und die St. Iddaburg auf dem ehemaligen Stammsitz der Toggenburger.